# Bitérfalva
Bitérfalva (szlovákul Bitarová) község Szlovákiában, a Zsolnai kerületben, a Zsolnai járásban.

## Fekvése
Zsolnától 5 km-re nyugatra fekszik.

## Története
Területe már a történelem előtti időkben is lakott volt. A korai bronzkorban a lausitzi és a puhói kultúra népe lakott ezen a vidéken. A Nagymorva Birodalom idejéből szláv sírok kerültek itt elő.
A települést 1393-ban „Bytherfolua” néven említik először. Nevét a 13. századi birtokos Balassa család Biter nevű tagjáról kapta. 1417-ben Mycleus Gyurdowicz volt a falu birója. 1474-ben „Bytharow” néven találjuk. 1594-ben 10 háza volt. 1598-ban „Bitharowa” alakban bukkan fel. Zsolnalitva várának tartozéka volt. Lakói a 17. századig halászattal, erdei munkákkal, szőlőtermesztéssel, gyümölcstermesztéssel foglalkoztak. 1720-ban 12 adózó háztartás található a községben. 1784-ben 34 házában 36 családban 225 lakos élt.
A 18. század végén Vályi András így ír róla: „BITAROVA. Tót falu Trencsén Vármegyében, lakosai katolikusok, kis határa kopasz hegyeken helyheztetett, körűlöttök mindazáltal földgye termékeny. Fekszik a’ Lietai Uradalomban, középszerű vagyonnyaihoz képest, második Osztálybéli.”
1828-ban 32 háza és 270 lakosa volt.
Fényes Elek 1851-ben kiadott geográfiai szótárában így ír a faluról: „Bittarova, tót falu, Trencsén vmegyében, 268 kath., és 4 zsidó lak. A litavai urad. tartozik. Ut. p. Zsolna.”
A trianoni békéig Trencsén vármegye Zsolnai járásához tartozott.
A háború után is megőrizte mezőgazdasági jellegét.

## Népessége
| Év:            | 1994. | 2004.    | 2014.    | 2024.    |
| -------------- | ----- | -------- | -------- | -------- |
| Emberek száma: | 540   | 627      | 742      | 907      |
| Eltérés:       |       | +16,11 % | +18,34 % | +22,23 % |

| Év:            | 2023. | 2024.   |
| -------------- | ----- | ------- |
| Emberek száma: | 885   | 907     |
| Eltérés:       |       | +2,48 % |

1910-ben 294, túlnyomórészt szlovák anyanyelvű lakosa volt.
2001-ben 601 lakosából 593 szlovák volt.
2011-ben 675 lakosából 663 szlovák volt.
2021-ben 808 lakosából 790 (+2) szlovák, 1 magyar, 4 egyéb és 13 ismeretlen nemzetiségű volt.